# Kubatbek Boronov
Kubatbek Ayılçıeviç Boronov (in kirghiso Кубатбек Айылчиевич Боронов?; Distretto di Uzgen, 15 dicembre 1964) è un politico kirghiso, primo ministro del Kirghizistan dal 17 giugno 2020 al 6 ottobre 2020.
Prima di essere nominato primo ministro, Boronov aveva ricoperto il ruolo di vice primo ministro dall'aprile 2018.